# Satyrus latefasciata
Satyrus latefasciata är en fjärilsart som beskrevs av Grum-grshimailo. Satyrus latefasciata ingår i släktet Satyrus och familjen praktfjärilar. Inga underarter finns listade.